# Петри (лунный кратер)
Кратер Петри (лат. Petrie) — крупный молодой ударный кратер в северном полушарии обратной стороны Луны. Название присвоено в честь канадского астронома Роберта Метвена Петри (1906—1966) и утверждено Международным астрономическим союзом в 1970 г. Образование кратера относится к эратосфенскому периоду.

## Описание кратера

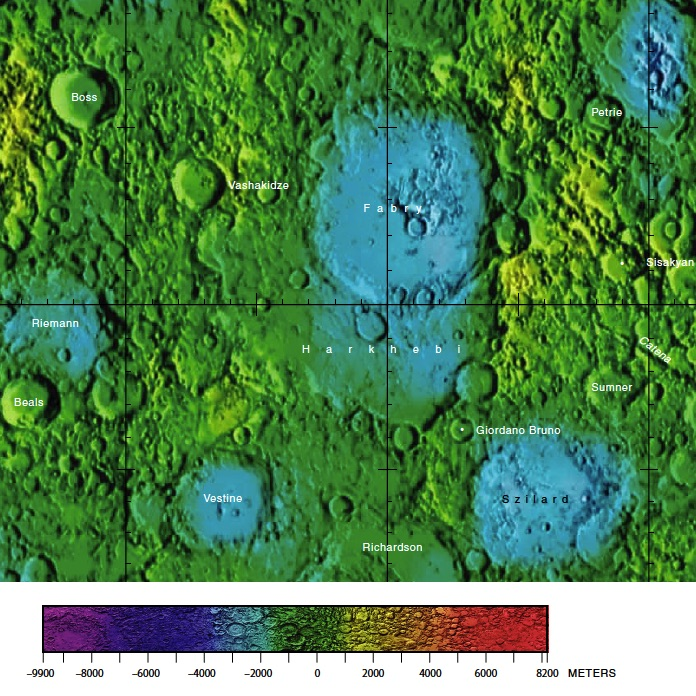
Окрестности кратера Петри. Фрагмент карты обратной стороны Луны.

Ближайшими соседями кратера являются кратеры Фабри и Харкеби на западе-юго-западе; кратер Сван на северо-востоке; кратер Райе на востоке и кратер Сисакян на юге. Селенографические координаты центра кратера 45°08′ с. ш. 108°28′ в. д. / 45,14° с. ш. 108,47° в. д., диаметр 32,9 км, глубина 2,1 км.
Кратер Петри имеет полигональную форму с выступом в юго-западной части и практически не разрушен. Вал с четко очерченной острой кромкой и гладким внутренним склоном. У подножия внутреннего склона находятся осыпи пород. Высота вала над окружающей местностью достигает 950 м, объем кратера составляет приблизительно 770 км³. Дно чаши пересеченное, без приметных структур.

## Сателлитные кратеры

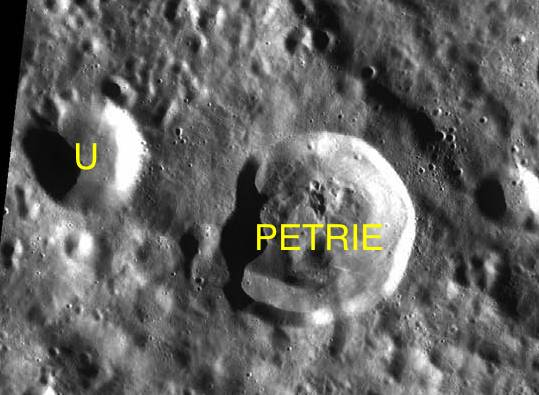
Фрагмент карты LAC-30.

| Петри | Координаты                                              | Диаметр, км |
| ----- | ------------------------------------------------------- | ----------- |
| U     | 45°26′ с. ш. 106°35′ в. д. / 45,43° с. ш. 106,58° в. д. | 20,8        |